# Ле Флок, Магали
Магали ле Флок (фр. Magali Le Floc'h, род. 17 августа 1975, Мо) — французская шоссейная велогонщица. Двукратная чемпионка Франции по шоссейным гонкам в 2002 и 2005 годах. Она также участвовала в групповой гонке на летних Олимпийских играх 2000 года.

## Карьера
В 1998 году она подписала контракт с профессиональной командой o-m-t.
В 2003 году перешла в канадскую команду Rona, где присоединилась к Катрин Марсаль и Женевьеве Жансон. В следующем году подписала контракт с командой Quark. В 2005 году команда не уделяла достаточно внимания европейскому календарю и Кубку мира, поэтому она решила вернуться в Европу и присоединилась к команде UC Châlons en Champagne.
В 2006 году она присоединилась к команде T-Mobile. На гонке Опен Воргорда RR она показала выдающееся выступление: сначала участвовала в группе из примерно десяти гонщиков, которая ушла в отрыв. Затем она отделилась от этой группы вместе с Карин Тюриг и Аннетт Бойтлер. Их догнала команда Buitenpoort, которая очень активно участвовала в гонке. Сюзанн Юнгског атаковала, за ней следовали Николь Кук и Магали Ле Флок. В результате Ле Флок заняла седьмое место на гонке.
В 2008 году она заняла третье место в Трофе де гримпёр, уступив Кристель Феррье-Брюно и Жанни Лонго. В августе она выиграла Кубок Франции. По окончании сезона она завершила свою карьеру.

## Достижения
2001
Победитель Кубка Франции среди женщин
9-й этап Тур де л'Од феминин
Приз города Монт-Пюжоль
Тур де ла Дром
2-я на Трофе де гримпёр
2002
 Чемпион Франции — групповая гонка
2003
Трофе де гримпёр
Atlantique Manche Féminine
2004
2-й этап Тура Бретани
Приз города Монт-Пюжоль
2-я на Трофе де гримпёр
2005
 Чемпион Франции — групповая гонка
Победитель Кубка Франции среди женщин
2-й и 5-й этапы Тура Бретани
4-й этап Трофи д’Ор
Приз города Монт-Пюжоль
3-я на Трофе де гримпёр
2006
2-я в Кубке Франции среди женщин
2008
Победитель Кубка Франции среди женщин
3-я на Трофе де гримпёр

### Статистика выступления наГранд-турах
| Гонка / Год          | 1998           | 1999           | 2000           | 2001           | 2002           | 2003           | 2004           | 2005           | 2006 | 2007 | 2008 |
| -------------------- | -------------- | -------------- | -------------- | -------------- | -------------- | -------------- | -------------- | -------------- | ---- | ---- | ---- |
| Гранд Букль феминин  | 25             | 55             | DNF            | DNF            | —              | —              | —              | —              | —    | —    | —    |
| Рут де Франс феминин | не проводилась | не проводилась | не проводилась | не проводилась | не проводилась | не проводилась | не проводилась | не проводилась | 20   | 23   | 17   |
| Тур де л'Од феминин  | 38             | 19             | 24             | DNF            | 15             | DNF            | DNF            | 24             | —    | —    | DNF  |